# AKG 21–40
Die Straßenbahnwagen mit den Nummern AKG 21–40 waren zweiachsige Triebwagen der Straßenbahn Aachen, die zwischen 1928 und 1969 eingesetzt wurden. Hersteller der 20 an die Aachener Kleinbahn-Gesellschaft (AKG) gelieferten Triebwagen war die Waggonfabrik Talbot.

## Geschichte
Mitte der 1920er Jahre benötigte die AKG neue Triebwagen, nachdem ihre ältesten Fahrzeuge inzwischen über 30 Jahre alt, technisch überholt und erneuerungsbedürftig waren. Zudem musste die AKG auf die wirtschaftliche Erholung in diesen Jahren und den daraus resultierenden Nachfragezuwachs reagieren. 1925 hatte die AKG bereits 30 Triebwagen von Talbot erhalten, die jedoch in ihrer Konzeption noch den letzten Fahrzeugbeschaffungen aus der Zeit vor dem Ersten Weltkrieg entsprachen. Sie gab daher bei Talbot die Entwicklung und den Bau einer neuen Fahrzeuggeneration in Auftrag. Technisch waren die Fahrzeuge weiterhin herkömmliche zweiachsige Trieb- und Beiwagen, sie brachten jedoch hinsichtlich der Fahrkomforts deutliche Verbesserungen. Entsprechend den unterschiedlichen Anforderungen des Stadt- und Landnetzes lieferte Talbot je 20 Triebwagen für beide Netze, ergänzt um 11 Beiwagen. Ähnliche Fahrzeuge lieferte Talbot auch an die Straßenbahn Mönchengladbach, die Straßenbahn Rheydt und die Vereinigte Städtebahn (VSB) zwischen Mönchengladbach und Viersen.
Für das Landnetz vorgesehen wurden die 20 im Jahr 1927 gelieferten Triebwagen, die die Nummern 21 bis 40 in Zweitbesetzung erhielten. Wesentlicher Unterschied zu den Triebwagen 1 bis 20 für das Stadtnetz war eine etwas größere Fahrzeuglänge, deutlich erkennbar an vier statt drei Seitenfenstern. Auch der Radstand war mit 3,0 m im Vergleich mit 2,8 m bei der Stadtvariante etwas größer. Die Fahrzeuge wurden vorwiegend in Aachen im Betriebshof Scheibenstraße stationiert, ein Teil kam auch zu den Betriebshöfen Brand und Kohlscheid. Zu ihren Einsatzgebieten gehörten vor allem die Überlandlinien des Brander Netzes, die Strecke nach Merkstein sowie die Verbindung über Eilendorf nach Eschweiler.
1942 ging die AKG in der Aachener Straßenbahn und Energieversorgungs-AG (ASEAG) auf, die für ihren Fuhrpark ein neues Nummernschema einführte. Die Triebwagen 21 bis 40 erhielten die neuen Nummern 6301 bis 6320, wobei ein Teil der Wagen aufgrund zwischenzeitlich eingebauter stärkerer Motoren Nummern aus der Reihe 7301 bis 7320 bekam. Nach Kriegsende waren noch 18 der Triebwagen im Bestand der ASEAG, die Triebwagen 6312 und 6318 mussten als Kriegsverluste abgeschrieben werden. Für die noch verwendbaren Fahrgestelle der beiden Triebwagen lieferte Talbot 1948 neue Aufbauten vom Typ Aufbau, die ASEAG erbaute daraus in ihren Werkstätten die beiden Triebwagen 6101 und 6102. Nach dem Krieg bedienten die Wagen weiterhin vorwiegend Linien im Überlandnetz. Bis zur Lieferung der ersten Großraumwagen der Serie ASEAG 1001–1011 im Jahr 1956 waren sie zum Teil in Brand stationiert, wo die Linien 25 nach Stolberg, 35 nach Sief und 45 nach Breinig ihr Einsatzgebiet waren, außerdem die Stadtlinie 15 bis Brand. Die Aachener Triebwagen bedienten vor allem die Linien 16 nach Merkstein und 22 nach Eschweiler, weiterhin die ab 1950 eingeführten Schnelllinien nach Eschweiler, Walheim und Herzogenrath, sowie ab 1956 auch Kurse der Linien 25/35/45. Im Stadtnetz übernahmen die kräftigen Fahrzeuge an Wochenenden auch Kurse auf den Ausflugslinien 17/27 in den Aachener Wald, teils mit zwei Beiwagen. Mit der bis 1962 erfolgten Einstellung weiter Teile des Stadt- und Landnetzes reduzierte sich das Einsatzgebiet erheblich. Die meisten Fahrzeuge blieben jedoch bis zur Einstellung des Brander Netzes Anfang 1967 noch im Dienst und bedienten außer den Strecken der Linien 25, 35 und W auch Kurse im Stadtnetz auf den Linien 5 und 15. Daneben kamen sie auch als Einsatzwagen zur Hauptverkehrszeit zum Einsatz. Erst die Übernahme gebrauchter Gelenkwagen aus Mönchengladbach und Oberhausen ermöglichte der ASEAG ab 1969 den Verzicht auf die letzten der großen Talbot-Triebwagen, die nach ihrer Abstellung verschrottet wurden. Anders als bei der Stadtserie blieb kein Fahrzeug erhalten.

## Technik
Die Fahrzeuge waren technisch als herkömmliche Zweiachser ausgeführt, wiesen jedoch einige Merkmale auf, die bislang im Fahrzeugpark der AKG nicht vorhanden gewesen waren. Sie besaßen ein mit Blattfedern doppelt abgefedertes Fahrgestell mit Längsträgern aus Blech, die über Knotenbleche und Winkeleisen zu einem stabilen Rahmen verbunden worden waren. Auf dem Fahrgestell befand sich ein Holzrahmen, auf den wiederum ein Aufbau aus Stahl montiert war. Die Fahrzeuge erhielten Rollenlager und Nockenfahrschalter, statt der bislang üblichen Lyrabügel kamen Scherenstromabnehmer zum Einsatz. Die Plattformen erhielten erstmals Schiebetüren statt der bislang üblichen Klapptüren und waren mit Glasschiebetüren vom Fahrgastraum getrennt. Im Mittelteil waren 18 Sitze in Abteilanordnung im Sitzteiler 2:1 angebracht, zu den Plattformtüren hin befand sich jeweils ein Längssitz. Unter den je vier Seitenfenstern waren kleine Tischchen montiert, die Sitze waren ledergepolstert. Das gewölbte Tonnendach erstreckte sich wie bereits bei den Vorgängerserien nicht über die Plattformen, dort war die Entlüftung untergebracht. Über den drei Stirnfenstern war eine Zielanzeige in das Dach integriert, auf dem Dach eine Halterung für die Liniennummern montiert. Wie die meisten Aachener Triebwagen wurden die Fahrzeuge in den 1930er Jahren mit der Aachener Nutzbremse ausgerüstet. Hierfür war Marcel Cremer-Chapé, dem Direktor der AKG, am 4. März 1932 ein entsprechendes Patent erteilt worden, die Fahrzeuge erzielten damit eine Energieeinsparung um bis zu 28 Prozent.